# Kyle Gass
Kyle Richard Gass (* 14. července 1960, Castro Valley, Kalifornie, USA) je americký herec a hudebník (kytarista), člen skupiny Tenacious D. Společně s Jackem Blackem hrál hlavní roli ve filmu skupiny Tenacious D Králové ro(c)ku.

## Život
Kylle začínal hereckou kariéru v reklamách na 7-UP, kde tehdy v roce 1986 přijali i šestnáctiletého Jacka Blacka. Oba dva se zprvu nesnášeli, ale časem se stali přáteli, Gass učil Blacka hrát na kytaru a tak vznikla skupina Tenacious D (název je odvozen od výrazu používaného sportovním moderátorem Marvem Albertem – „Tenacious defense“ (Neústupná obrana).